# BUHA
BUHA is een afvalbedrijf in Doetinchem.
BUHA is het afvalinzamelbedrijf voor de gemeente Doetinchem, de enige gemeente in regio Achterhoek met een eigen inzamelbedrijf. De gemeente Doetinchem is de enige aandeelhouder van BUHA. Door de verzelfstandiging van BUHA in 2017 daalde het aantal werknemers van de gemeente Doetinchem met ongeveer een kwart.
BUHA is een acroniem voor ‘Beheer, uitvoering, handhaving, afval en accommodaties’. 
De dienstverlening van BUHA bestaat uit de volgende diensten:
- Afval- en grondstofbeheer
- Beheer van lokale wegen
- Wijk- en groenbeheer
- Beheer en onderhoud riolering en watervoorziening
- Onderhoud 4 gemeentelijke begraafplaatsen
- Beheer en exploitatie van accommodaties (sportvelden, -zalen en -hallen, gymzalen, culturele zalen en vergaderzalen)
- Parkeerbeheer
- Handhaving

BUHA beheert ook het milieupark in Doetinchem.